# Paul-André Meyer
Paul-André Meyer (Boulogne-Billancourt, 21 agosto 1934 – Strasburgo, 30 gennaio 2003) è stato un matematico francese, conosciuto per i suoi contributi allo sviluppo della teoria dei processi stocastici, tra cui il teorema di decomposizione di Doob-Meyer. Ha ricevuto il premio Ampère nel 1982.